# Château d'Orcher
Le château d'Orcher est une demeure des XIe et XIIe siècles, restauré au XVe siècle et transformé au XVIIIe siècle qui se dresse sur le territoire de la commune française de Gonfreville-l'Orcher, dans le département de la Seine-Maritime, en région Normandie.

## Localisation
Le château est situé, sur le bord d'une falaise abrupte, dominant de près de cent mètres l'estuaire de la Seine, à Gonfreville-l'Orcher, dans le département français de la Seine-Maritime.

## Historique
En 912 Rollon, donne en fief un vaste domaine à Gonfreville à un certain Auricher ainsi que le titre de maréchal héréditaire de Normandie, qui y fit bâtir un château fort avec une chapelle Sainte-Honorine.
Le donjon est partiellement détruit en 1360 par les troupes d'Harfleur. Après avoir été rebâti, les Anglais le prennent en 1415.
Henri V d'Angleterre en dépossède la famille Crespin au profit de John Fastolf. Le domaine d'Orcher est rendu au duc de Bedford en 1434, mais revient aux Crespin en 1449. Il passe à la famille de Brézé par héritage en 1488, puis à la famille d'O en 1539, et à celle de Novion
La famille Potier en est propriétaire de 1632 à 1719, année où le financier John Law de Lauriston l'acquiert.
Il passe ensuite à Philippe de Vitry, puis à Thomas  de Planterose en 1735 et est resté dans sa descendance. Il fait transformer le château au goût du XVIIIe siècle par François de la Motte, Jacques Lesueur et Courtel. Le grand donjon du nord-ouest et les deux tours nord sont supprimés avec les courtines.
Sa fille, Françoise Planterose, épouse en 1738 Charles Etienne Duhamel de Melmont, conseiller au Parlement de Normandie. Leur fille, Adélaïde Louise Duhamel, dame d'Orcher (1740-1826), épouse à Rouen en 1760 Charles Gabriel de Nagu, marquis de Varennes, et lui apporte le château d'Orcher et celui de la Mailleraye. Leur fille Adélaïde Marie Céleste de Nagu, épouse en 1779 Victurnien Bonaventure de Rochechouart de Mortemart, marquis de Mortemart, à qui elle apporte ces deux propriétés. Leur fils, Victor Louis Victurnien de Rochechouart, marquis de Mortemart (1780-1834), en hérite, puis son fils René de Rochechouart, 12e duc de Mortemart (1804-1893), puis sa fille Mathilde de Mortemart (1830-1924), épouse de Philibert de Laguiche, marquis de Laguiche.
Leur fille Anne Aimée Victurnienne Gabrielle de Laguiche (1856-1947) fait entrer Orcher dans la maison d'Harcourt, qui le possède toujours, par son mariage avec le comte d'Harcourt.
Au XIXe siècle, le château est la propriété de la maison de Rochechouart, qui le fait restaurer par l'architecte Pierre Philippon en 1857.
Au XXe siècle, il fut habité par le comte Emmanuel d'Harcourt.
Aujourd'hui, il appartient à Emmanuel d'Harcourt et son épouse née Adélaïde Roulleaux-Dugage.

## Description
Le château construit aux XIe et XIIe siècles restauré au XVe siècle sera transformé au XVIIIe siècle par Thomas de Planterose puis sa fille madame Duhamel de Melmont.

## Protection
Au titre des monuments historiques, :
- le grand salon au rez-de-chaussée avec son décor est classé par arrêté du 12 février 1976 ;
- les façades et toitures du château, des communs et du colombier ; l'escalier du château avec sa rampe ; les pièces suivantes avec leur décor : petit salon et salle à manger au rez-de-chaussée ; les chambres nos 1 (dite de la Tour), 2 et 7 au premier étage de la tour est sont inscrits par arrêté du 12 février 1976.